# アベンジャーズ・キャンパス
- ディズニーパーク > アベンジャーズ・キャンパス

アベンジャーズ・キャンパスの公式ロゴ

  - ディズニーランド・リゾート > ディズニー・カリフォルニア・アドベンチャー > アベンジャーズ・キャンパス
  - ディズニーランド・パリ > ウォルト・ディズニー・スタジオ・パーク > アベンジャーズ・キャンパス

アベンジャーズ・キャンパス (Avengers Campus) とは、ディズニー・カリフォルニア・アドベンチャーにあり、ウォルト・ディズニー・スタジオ・パークと香港ディズニーランドでウォルト・ディズニー・イマジニアリングが建設中の「マーベル・シネマティック・ユニバース」をテーマとしたエリアである。

## アベンジャーズ・キャンパスがあるパーク
- ディズニー・カリフォルニア・アドベンチャー（ディズニーランド・リゾート）
- ウォルト・ディズニー・スタジオ・パーク（ディズニーランド・パリ）

## アベンジャーズ・キャンパスが建設中のパーク
- 香港ディズニーランド（香港ディズニーランド・リゾート）

## 概要

アベンジャーズのロゴ

ディズニーパークで広げられるマーベル・エリアの世界観の名前はマーベル・シネマティック・ユニバースを元にしているユニバース「マーベル・テーマパーク・ユニバース」としている。
ディズニーパークにマーベルのアトラクションを作るという話は2009年から始まっていた。ウォルト・ディズニー・カンパニーの2013-2014年の決算スピーチの中で、香港の財務秘書であるジョン・ツァンは、香港ディズニーランドに新たなマーベルのナイトタイム・パレード、そしてマーベル・シネマティック・ユニバースからのキャラクターをテーマとしたエリアが作られると発表した。また、2016年にオープンした上海ディズニーランド（上海ディズニーリゾート）の ガーデン・オブ・イマジネーションには開園当初からマーベル・ユニバースと呼ばれるマーベル・エリアも存在してグリーティングやアトラクションがある。
2013年10月8日、ディズニー・パークス・エクスペリエンス・プロダクツのトム・スタッグスが、香港ディズニーランドにアイアンマン・エクスペリエンスが加わると発表した。設計はウォルト・ディズニー・イマジニアリングとウォルト・ディズニー・アトラクションズが担当し、ヴィジュアル・エフェクトはインダストリアル・ライト&マジックが担当する。工事の遅れにより、香港ディズニーランド鉄道の一時運休や、バズ・ライトイヤーのアストロブラスターのファストパス発券休止などの影響があった。ライドの試験運転は2016年7月に始まり、2017年1月11日にグランドオープンした。
2018年3月20日、ディズニーはディズニー・カリフォルニア・アドベンチャー（ディズニーランド・リゾート）、ウォルト・ディズニー・スタジオ・パーク（ディズニーランド・パリ）、香港ディズニーランド（香港ディズニーランド・リゾート）にマーベル・シネマティック・ユニバースのエリア「アベンジャーズ・キャンパス」をオープンすることをディズニー・パークス・エクスペリエンス・プロダクツより発表。カリフォルニア・アドベンチャーのエリア、「バグスランド」を2018年末をもって閉鎖することを発表した。それに先立ち、ウォルト・ディズニー・スタジオ・パークではロックンローラー・コースターを『アイアンマン』をテーマにしたものにリニューアル予定と発表。ディズニー・ホテル・ニューヨークも『アイアンマン』をテーマとしたホテルをリニューアルすると発表した。また、香港ディズニーランドではバズ・ライトイヤーのアストロブラスターをアントマンをテーマとしたアトラクション『アントマン&ワスプ:ナノバトル!』建設のため2017年にクローズしている。
2019年8月24日にカリフォルニアで行われたD23 Expoにてディズニー・カリフォルニア・アドベンチャーとウォルト・ディズニー・スタジオ・パークにオープンするエリアの名称は「アベンジャーズ・キャンパス」となることを発表した。香港ディズニーランドのエリア名は未定である。
同年12月26日に、2020年の夏に開業予定と発表された。
2020年3月11日にアベンジャーズ・キャンパス（ディズニー・カリフォルニア・アドベンチャー）は同年7月18日にオープン予定とディズニー・パークス・エクスペリエンス・プロダクツより発表されたが、新型コロナウイルス蔓延のため、無期限の延期。翌年の2021年6月4日オープン。
パリ版は2022年7月20日オープン。

## 東京ディズニーリゾートについて
東京ディズニーリゾートを運営するオリエンタルランドは海外のディズニーパークとは異なる方針を取り、長年、東京ディズニーリゾート内でマーベル関連の進出に積極的ではなかった。毎年、東京ディズニーリゾート内で開催されている「東京ディズニーリゾート ディズニー・ハロウィーン」でも全世界のディズニーパークで唯一マーベル・キャラクターへの仮装は名指しで禁止されていた。
しかし、2022年からは突如、東京ディズニーリゾート内でマーベルキャラクターの仮装が解禁された。2023年には東京ディズニーリゾート内にあるディズニーホテル、ディズニーアンバサダーホテルにはアベンジャーズをテーマにした客室が設けられる事が発表された。
そして、2024年には、「イッツ・ア・スモールワールド」を改装し、2025年1月15日から同年6月30日まで、期間限定で「イッツ・ア・スモールワールドwithグルート」としてオープンすることが発表された。マーベルのキャラクターが東京ディズニーリゾートのアトラクションに登場するのは、今回が初めてとなる。

## ストーリー
スーパーヒーローチームの「アベンジャーズ」がカリフォルニア、パリ、香港のディズニーパークを訪れるゲストの中から仲間となる未来のスーパーヒーローをリクルートするため、活動を始めた。

## 各施設の紹介

### ディズニー・カリフォルニア・アドベンチャー

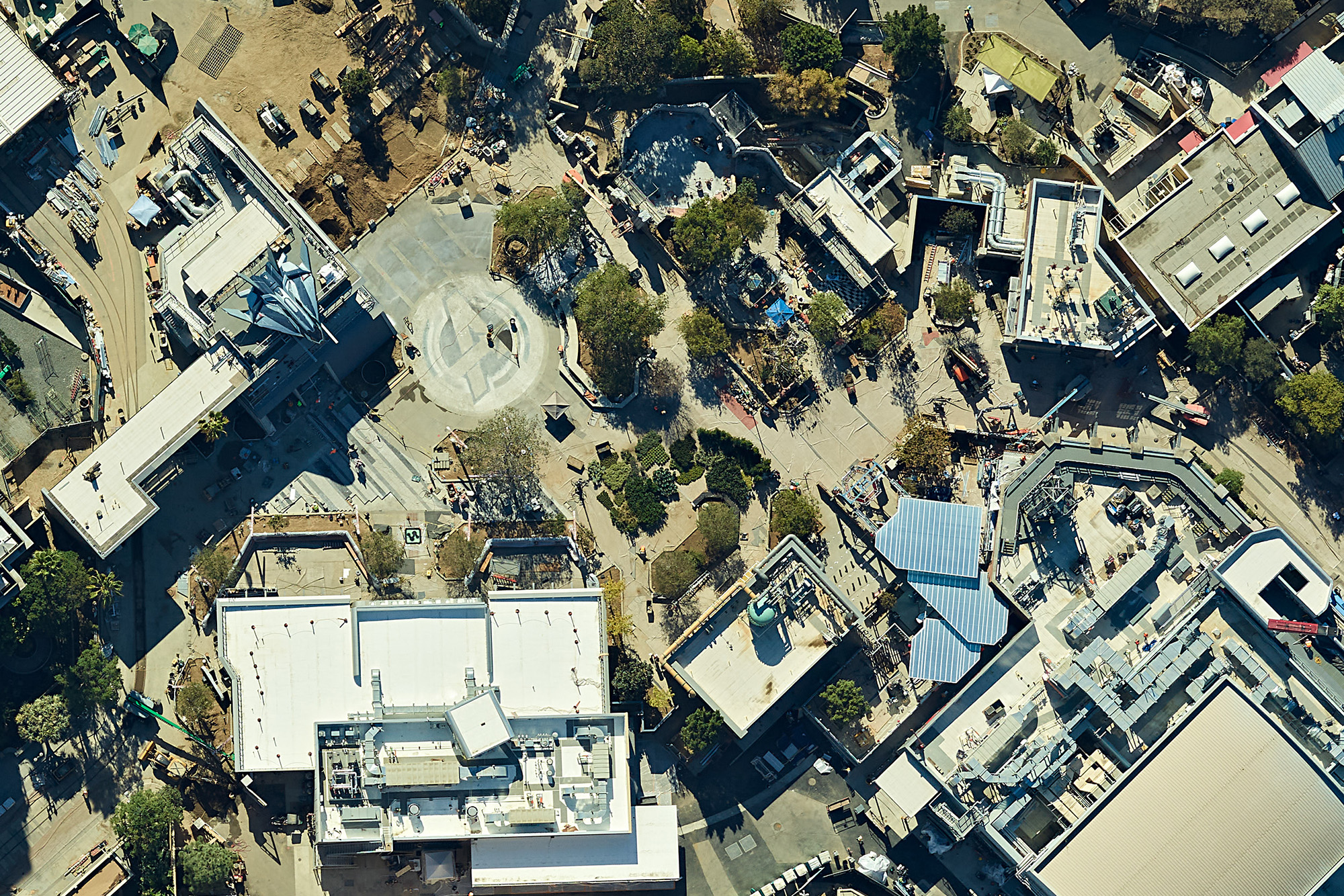
上空から撮影したアベンジャーズ・キャンパスエリア

カリフォルニア・アドベンチャーでは、「バグズランド」の跡地と「ハリウッド・ランド」のガーディアンズ・オブ・ギャラクシー - ミッション:ブレイクアウト!周辺のエリアを合併する形で構成される。当初は2020年7月18日にオープン予定であったが、新型コロナウイルス蔓延のため、無期限の延期となったが、2021年6月4日オープン予定であることを発表。「スパイダーマン」をテーマにした3Dライドアトラクション、「ウェブスリンガーズ:スパイダーマン・アドベンチャー 」(WEB SLINGERS: A Spider-Man Adventure) や「アントマン&ワスプ」をテーマにしたレストラン、「ピム・テスト・キッチン」(Pym Test Kitchen) がオープン。
また、第二フェーズとしてアベンジャーズとオリジナルキャラである「キング・サノス（King Thanos）」を含めた強大な敵との「マルチバース」を超えた戦いを体験できるアトラクションを建設予定。
2024年8月10日のD23 Expoにて「マルチバース」を超えた戦いを体験できるライドアトラクション、「アベンジャーズ・インフィニティ・ディフェンス（Avengers Infinity Defence）」とロボットアームでの飛行訓練を体験する「スターク・フライト・ラブ（Stark Flight Lab）」の2つのアトラクションを建設予定と発表した。

#### アトラクション
- ガーディアンズ・オブ・ギャラクシー - ミッション:ブレイクアウト! (Guardians of the Galaxy – Mission: Breakout!) - かつてはハリウッド・ランドの一部
- ウェブスリンガーズ:スパイダーマン・アドベンチャー (WEB SLINGERS: A Spider-Man Adventure) - 「ウェブスリンガー」という乗り物に乗って暴走するスパイダーボットを止めるべくスパイダーマンを助ける3Dライドアトラクション。糸を発射する感覚を楽しめる。2021年6月4日オープン。

#### ショップ
- コレクターズ・ウェアハウス (The Collector’s Warehouse) - かつてはハリウッド・ランドの一部
- ウェブ・サプライヤーズ (WEB Suppliers) - スパイダーマングッズが購入できる。
- キャンパス・サプライ・ポッド (The Campus Supply Pod)

#### レストラン
- ピム・テスト・キッチン (Pym Test Kitchen) - 「アントマン&ワスプ」をテーマにしたレストラン。2021年6月4日オープン。
- シャワルマ・パレス (Shawarma Palace) - 映画「アベンジャーズ」でのニューヨークの戦いののち、アベンジャーズが食事をしていたシャワルマ店をモチーフにしている。2021年6月4日オープン。
- テラン・トリーツ (Terran Treats) - 2021年6月4日オープン。

#### キャラクター・グリーティング施設
- サンクタム (Sanctum) - ドクター・ストレンジとグリーティングできる。
- アベンジャーズ本部 (Avengers Headquarters) - アイアンマンやキャプテン・アメリカ、ブラックウィドウ、キャプテン・マーベルといったキャラクターとグリーティングできたり、タスクマスターとヒーローたちの戦闘が見られる。

### ウォルト・ディズニー・スタジオ・パーク
ウォルト・ディズニー・スタジオ・パークではバックロット・エリアの一部に建設予定。2022年7月20日オープン。それに先立ち、ロックンローラー・コースターを『アイアンマン』をテーマにしたものにリニューアル予定と発表。

#### アトラクション
- スパイダーマン・ウェブアドベンチャー (Spider-Man W.E.B. Adventure) - 「ウェブスリンガー」という乗り物に乗って暴走するスパイダーボットを止めるべくスパイダーマンを助ける3Dライドアトラクション。糸を発射する感覚を楽しめる。2022年7月20日オープン。
- アベンジャーズ・アッセンブル:フライト・フォース (Avengers Assemble: Flight Force) - ロックンローラー・コースターをリニューアルしたライド。2022年7月20日オープン。

#### レストラン
- ピム・キッチン (PYM Kitchen) - 「アントマン&ワスプ」をテーマにしたレストラン。2022年7月20日オープン。
- スターク・ファクトリー (Stark Factory)

#### ショップ
- ミッション・エクイップメント (Mission Equipment)

### 香港ディズニーランド
香港ディズニーランドではトゥモローランドの現在「スターク・エキスポ・ホンコン (Stark Expo Hong Kong) 」として稼働している一部とオートピアの跡地を利用して建設予定。2024年8月10日のD23 Expoにて「スパイダーマン」をテーマとしたライドアトラクションを建設予定と発表。

#### 既存のアトラクション
- アイアンマン・エクスペリエンス (Iron Man Experience) - 現在トゥモローランドの一部
- アントマン&ワスプ:ナノバトル! (Ant-Man and The Wasp: Nano Battle!) - 現在トゥモローランドの一部

#### 既存のショップ
- エキスポ・ショップ (Expo Shop) - 現在トゥモローランドの一部

## 補足
2009年のウォルト・ディズニー・カンパニーのマーベル買収の際に、既にパーク内にマーベル作品を展開していたユニバーサル・パークス&リゾーツと交わした契約に基づき、ミシシッピ川以東ではユニバーサルが使用しているマーベル・コミックスのキャラクターの使用権を有する事とした。そのため、ウォルト・ディズニー・ワールド・リゾートのみ「マーベル」の名称や一部のマーベルキャラクターは使用できない。